# Queercore
El queercore (o homocore) és un moviment cultural i social que va començar a mitjans dels anys 1980 com una branca de la subcultura punk i un gènere musical que prové del punk rock. Es distingeix pel seu descontentament amb la societat en general, i específicament per l'hostilitat de la societat cap a la comunitat LGBT. Queercore s'expressa amb un estil de DIY («fes-ho tu mateix») a través de revistes, música, escriptura i cinema.
Com a gènere musical, es pot distingir per lletres que examinen prejudicis i tracten temes com la identitat sexual, la identitat de gènere i els drets de l'individu. Musicalment, moltes bandes queercore es van originar en l'escena punk, però la cultura de la música industrial també ha estat influent. Els grups queercore engloben molts gèneres com el hardcore punk, l'electropunk, l'indie rock, el power pop, la no wave, el noise, la música experimental i la música industrial, entre d'altres.
Algunes de les bandes més emblemàtiques de l'estil són The Dicks, Limp Wrist, Tribe 8, Pansy Division i G.L.O.S.S. (sigles de Girls Living Outside Society’s Shit).